# 快樂輪
快樂輪（HAPPINESS）是高雄市輪船公司於2009年採購的柴油驅動渡輪。為了迎接2009年世界運動會淘汰老舊渡輪而購置，以港都輪為藍圖建造，但受建造進度影響，2010年1月22日才與健康輪一同下水同時首航。2017年改裝成電力渡輪，是高雄市輪船公司首款電力渡輪。主要航行鼓山輪渡站往返旗津輪渡站的交通通勤線。

## 概要

### 引進簡史
在2008年，為了迎接2009年世界運動會所帶來的觀光人潮，高雄市輪船公司為此淘汰老舊的渡輪換新門面，採購了4艘渡輪，一艘以中洲一號為藍圖建造，另外三艘以港都輪為藍圖建造。2008年12月舉辦船名命名活動，以中洲一號為藍圖建造的渡輪命名為平安輪，以港都輪為藍圖建造的渡輪分別命名為幸福輪、健康輪以及快樂輪，但受建造進度影響，2010年1月22日才與健康輪一同下水同時首航。在正式加入營運後，一同淘汰屆齡的中洲一號、中洲二號、港都輪以及小港一號。

### 營運
快樂輪主要航行鼓山輪渡站往返旗津輪渡站的交通通勤線，營運初期曾於假日航行真愛碼頭往返旗津輪渡站以及新光碼頭往返旗津輪渡站的觀光航線。

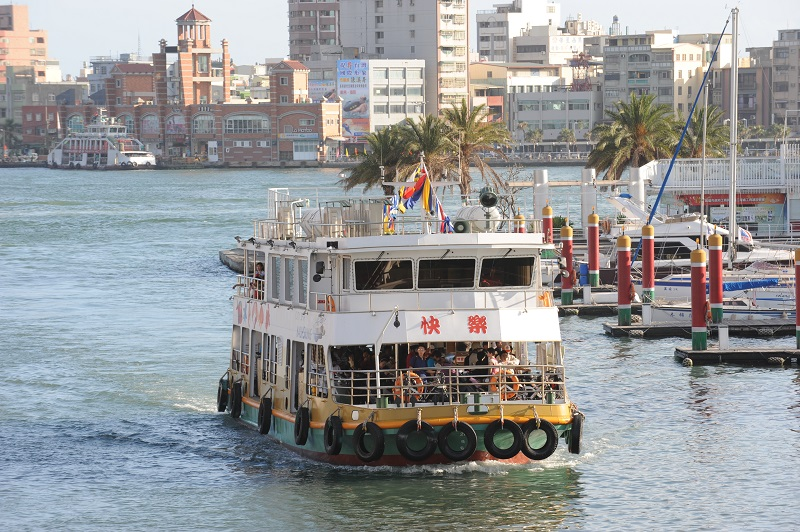
剛啟用時的快樂輪

## 規格與構造

### 船體
船體使用鋼製造，總長22.5公尺，模寬6.5公尺，模深2.35公尺，吃水1.5公尺，總噸位100公噸，最高航速9節，船體外觀整體以白色為基底，一樓甲板以下以綠色塗裝，於船頭與船尾二樓甲板護欄外設有紅色船名「快樂」二字。

### 客艙
快樂輪一樓甲板主要是提供騎乘摩托車以及腳踏車的乘客搭乘使用，一共可載運51輛，二樓甲板為載客艙，可承載150名乘客。一樓甲板使用木板鋪設，屋頂設有吊環，提供乘客抓握，登船口設置於左舷，中間登船口設有甲板階梯，供乘客上下樓；二樓甲板設有駕駛艙、客艙以及觀景台，客艙地板鋪設白色格子地板貼，座椅使用白色膠皮排椅，座椅底下配有救生衣，客艙與駕駛艙的隔板設有救生衣衣櫃，於駕駛艙門口旁設有AED，靠近駕駛艙的甲板階梯旁設有靠座區，靠椅以木條製；船尾設有半戶外觀景台，地板以綠色噴砂鋪面鋪設，裝設白色木條長椅，觀景台與客艙隔板設有救生衣衣櫃，屋頂設有吊環，提供乘客抓握。

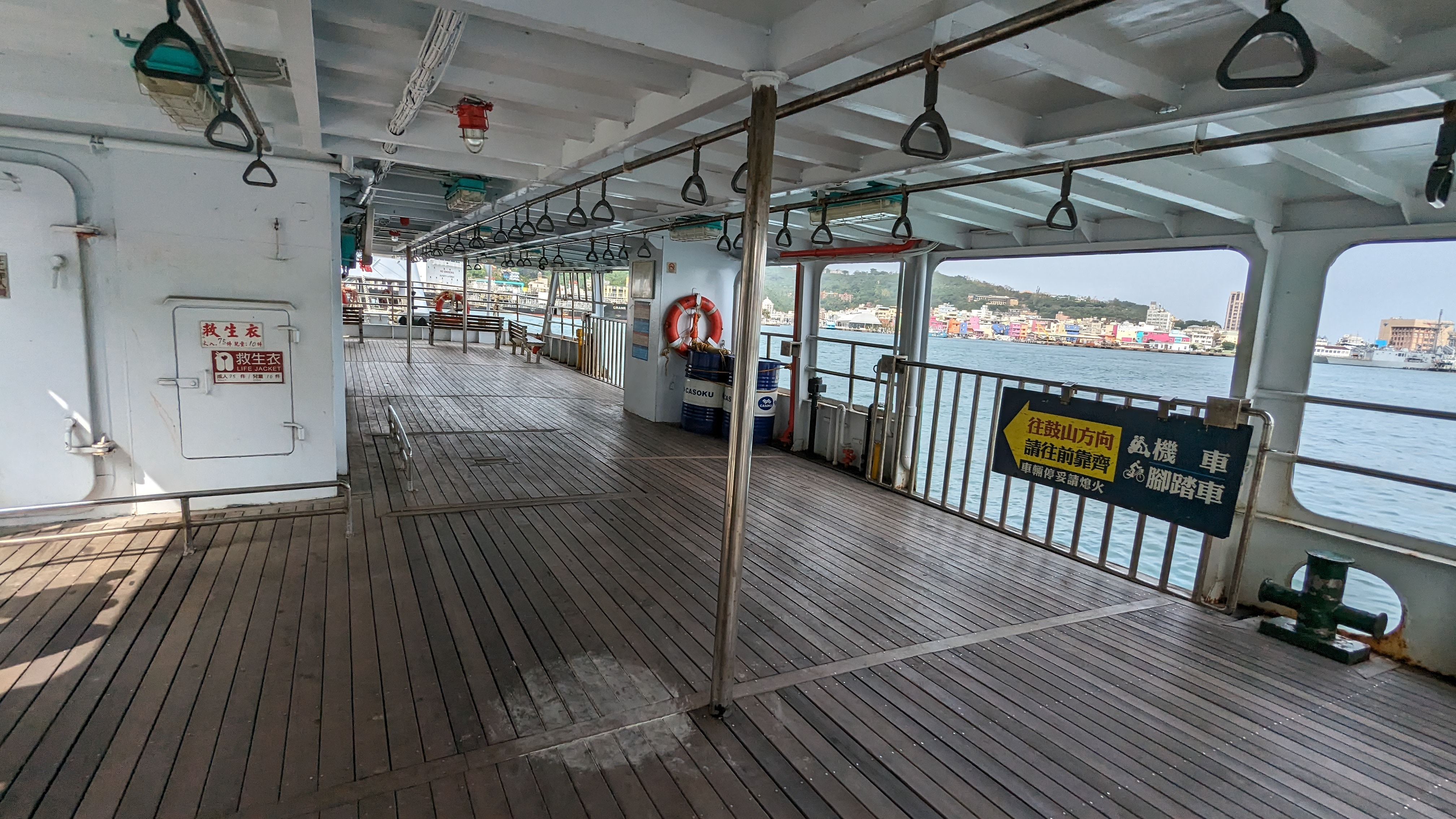
快樂輪一樓甲板車輛停放區
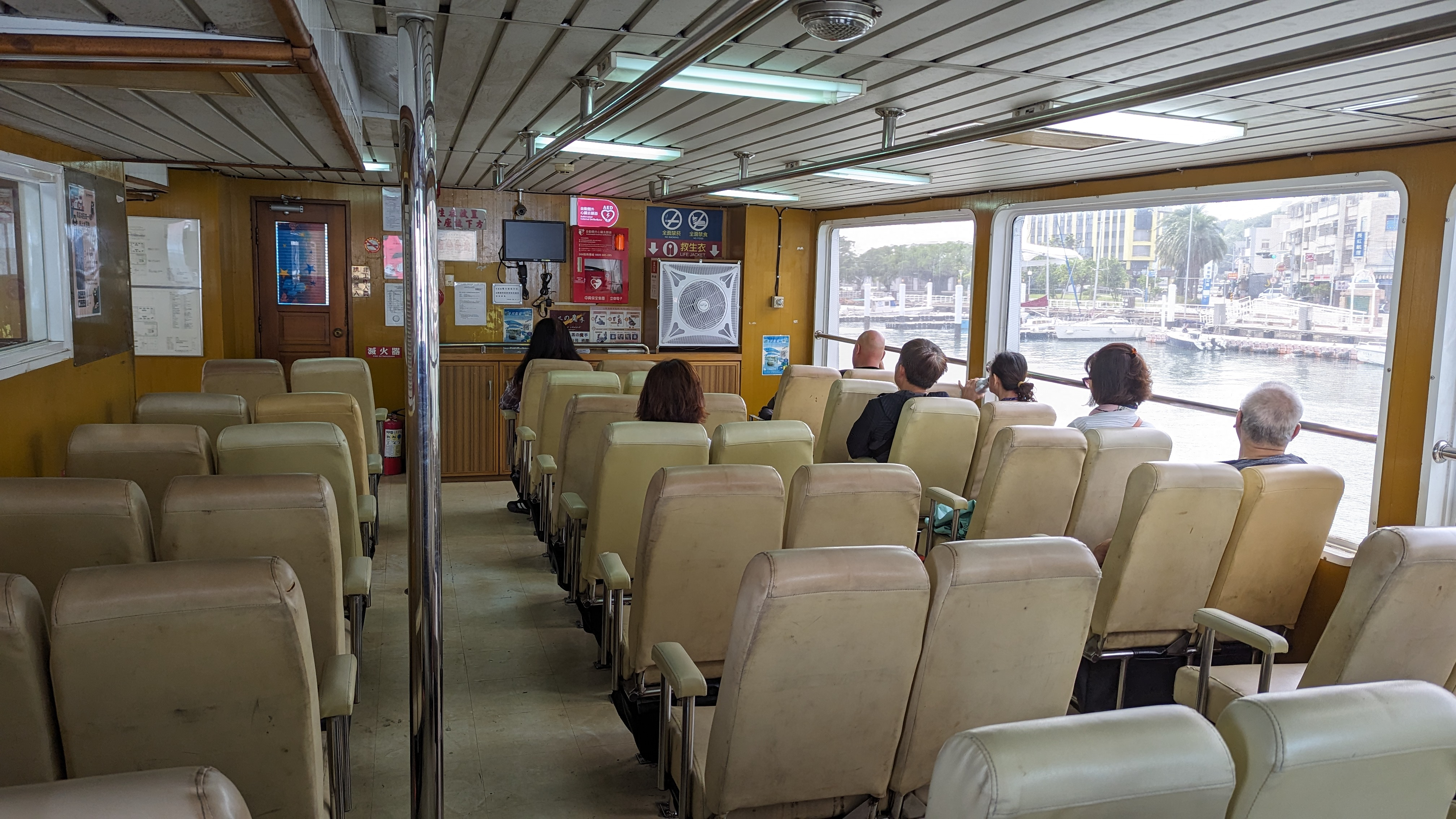
快樂輪二樓甲板客艙
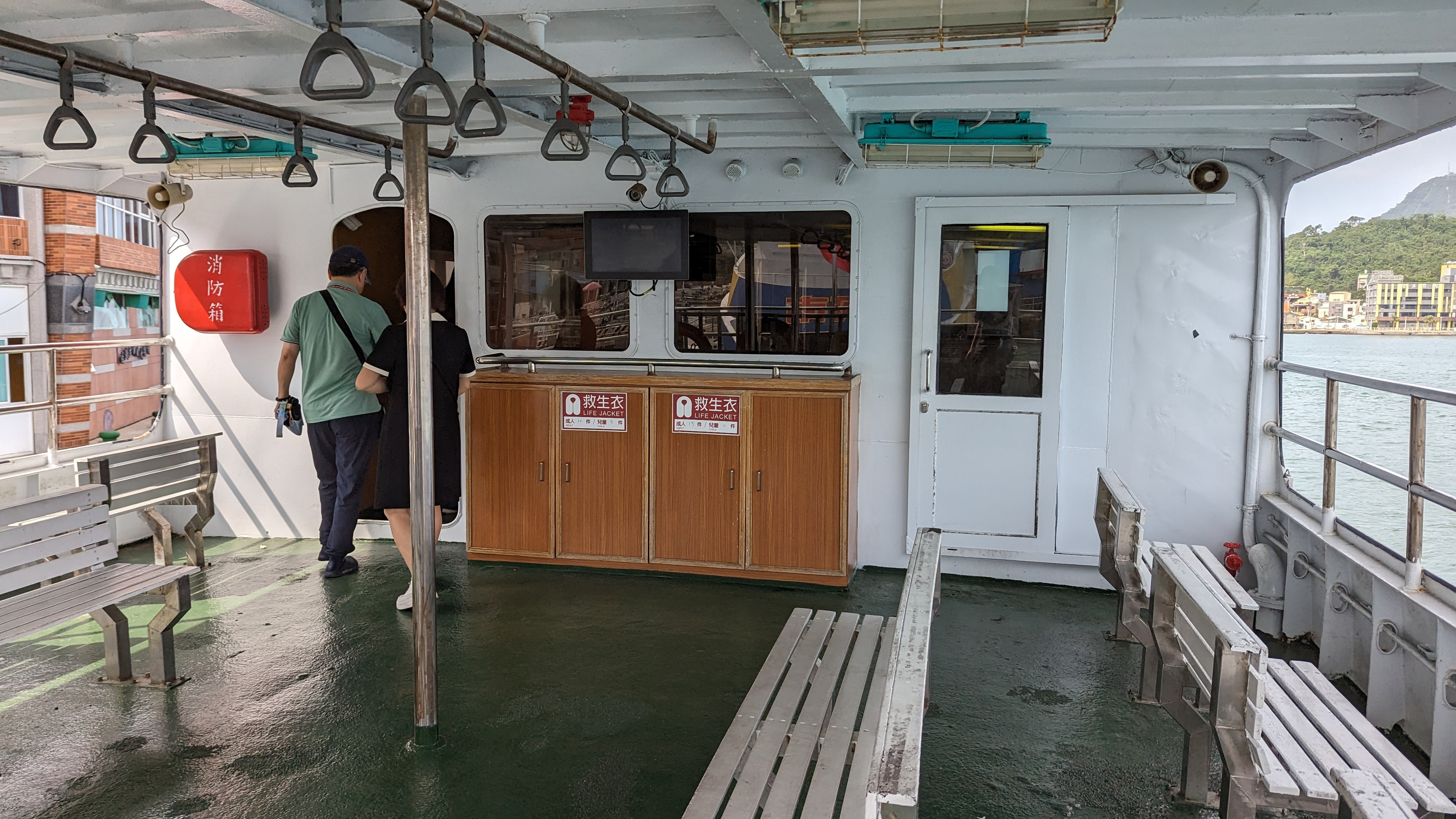
快樂輪二樓甲板觀景台
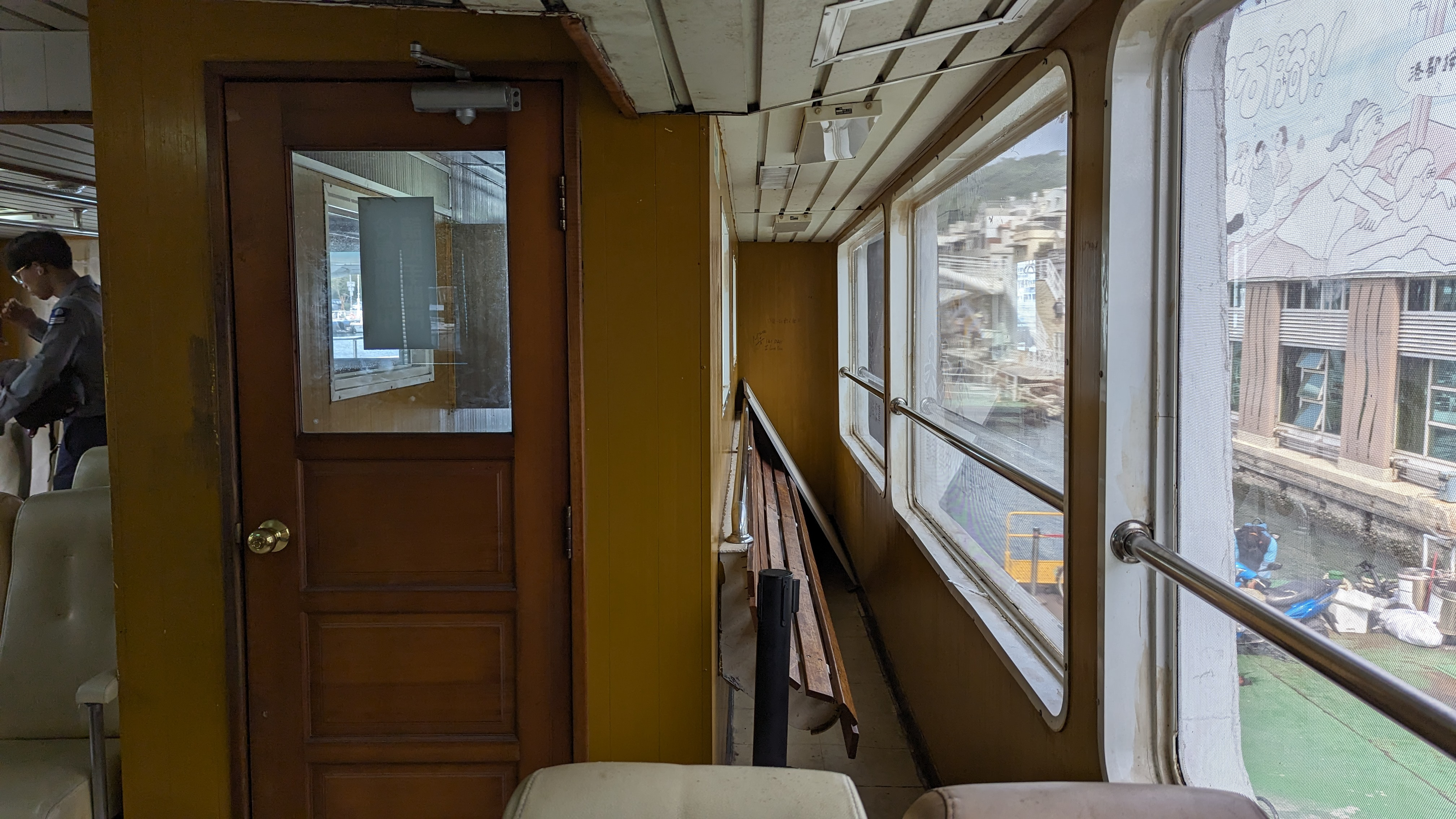
快樂輪二樓甲板靠座區
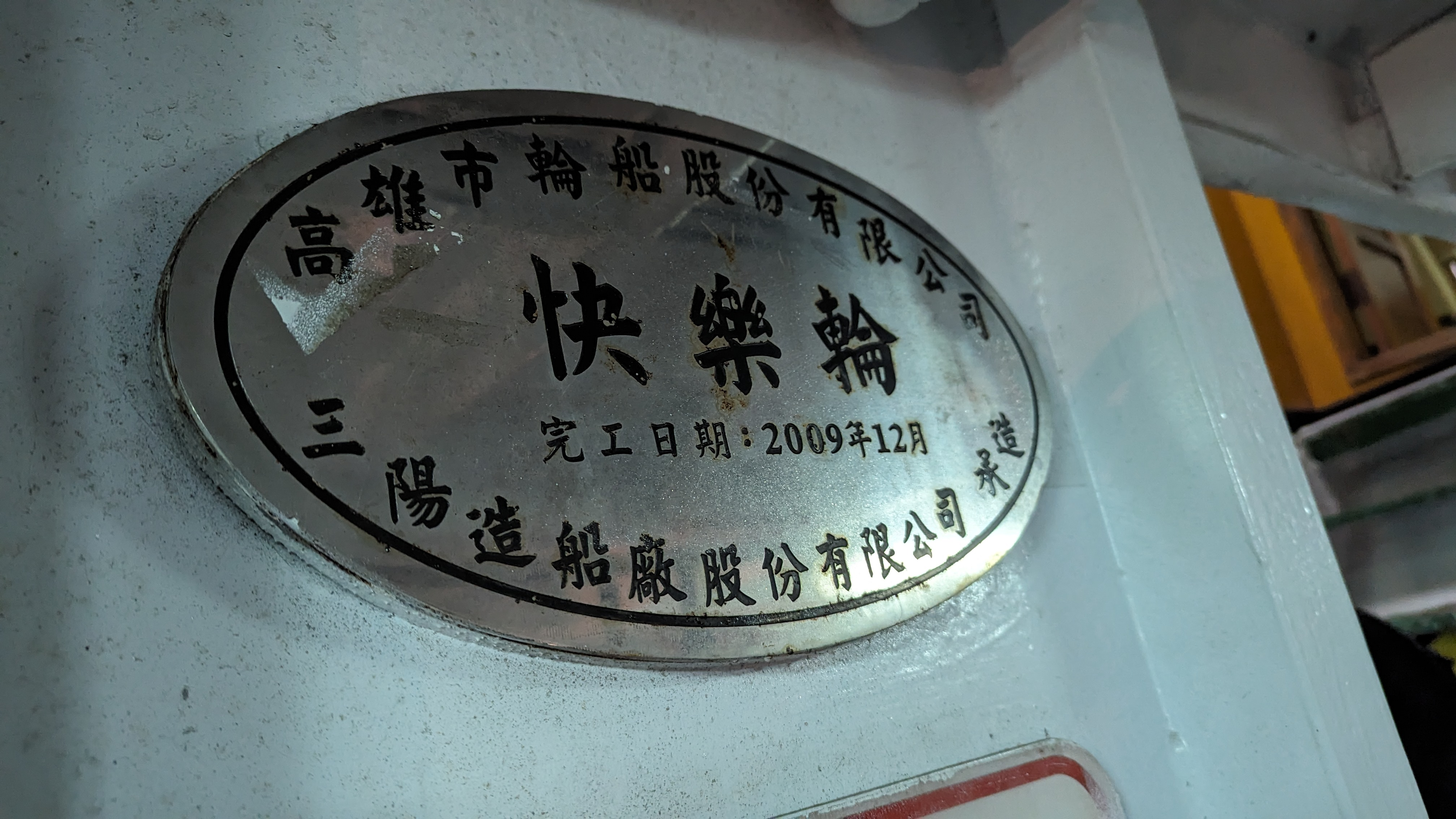
快樂輪三陽造船廠銘板

### 甲板階梯改造
2014年，發生乘客因階梯陡峭而滑倒的事故，高雄市輪船公司避免再次發生相同事件，於2015年進行階梯改造，階梯斜度改小於45度角，增加階梯的粗糙度，同時改寬階梯寬度。

### 動力改造
往返鼓山與旗津的旗鼓航線，是旗津渡輪最繁忙的路線，每年運載人次達800萬。然而，柴油引擎驅動的渡輪所產生的運行噪音與廢氣，對搭乘品質造成了一定的影響。為了改善乘客的搭乘體驗並減少廢氣排放，經濟部工業局在產業輔導下，聯合晉航企業、三陽造船廠及財團法人船舶暨海洋產業研發中心，共同開發了這一改裝計畫。經過四個月的研發與改裝，高雄市政府交通局提供新台幣1,000萬元的補助，將原本的柴油引擎拆除，改裝成以50顆鋰電池和兩部備用發電機驅動的電力系統。主電力系統採用了直流750伏特作為電源，電池容量達100千瓦，並配置了兩具200千瓦的電動機作為主動力，備用發電系統則安裝了兩套88千瓦的發電機。該系統的整合工作由晉航企業負責，改裝工程由三陽造船廠執行。此艘電力渡輪於2017年1月25日正式首航，成為臺灣首艘由柴油渡輪改裝為電力渡輪的船隻。